# Процес Хантера
Процес Хантера був першим промисловим процесом виробництва чистого металевого титану. Він був винайдений у 1910 році Метью А. Хантером, хіміком, який народився в Новій Зеландії та працював у Сполучених Штатах. Процес включає відновлення тетрахлориду титану (TiCl4) натрієм (Na) у реакторі періодичної дії з інертною атмосферою при температурі 1000 °C. Розведена соляна кислота потім використовується для вилуговування солі з продукту.
TiCl4(g)  +  4 Na(l)   →   4 NaCl(l)  + Ti(s)
До процесу Хантера всі спроби отримати металевий Ti давали дуже забруднений матеріал, часто нітрид титану (який нагадує метал). Процес Хантера використовувався до 1993 року, коли його замінив більш економічний процес Кролла, який був розроблений у 1940-х роках. У процесі Кролла TiCl4 відновлюється магнієм замість натрію. Обидва методи мають один і той самий початковий етап, отримання TiCl4 з руди шляхом хлорування та карботермічного відновлення кисню. Процес Кролла зараз є найпоширенішим процесом виплавки титану.